# فيليبي إسبينوزا
فيليبي إسبينوزا (بالإسبانية: Felipe Espinosa) هو قاتل متسلسل مكسيكي، ولد في 1836 في مقاطعة ريو أريبا في الولايات المتحدة، وتوفي في 1863 في كولورادو في الولايات المتحدة بسبب إصابة بعيار ناري.